# Ліга (одиниця довжини)
Ліга — британська та американська, рідше староіспанська та старопортугальська одиниця вимірювання відстані. Як і милю, розрізняють морську і сухопутну лігу.
1 ліга (сухопутна) = 3 милям = 24 фурлонгам = 4828,032 м.
1 ліга (морська) = 1,150779 лігам (сухопутним) = 3 морським милям = 3,452338 милям (сухопутним) = 5556 м.
У період Колумбових відкриттів та пізніше в Іспанії та Португалії використовувалася своя система одиниць, що тепер є застарілою. Зараз точне значення встановити складно, тому нижче наведено затверджене у 1801 році значення.
1 ліга = 4179,5 м = 0.8656 лігам (морським) = 2,5970 милям.